# Любовский, Пётр Михайлович
Пётр Михайлович Любовский (? — ?) — философ, логик, психолог и педагог первой четверти XIX века. Автор первого русского учебника по психологии.

## Биография
Время и место рождения и смерти неизвестны. В 1808 году кандидатом окончил Императорский Харьковский университет и был назначен учителем русской словесности в открывшуюся Новгород-Северскую гимназию. С 1809 года преподавал в Харьковской гимназии. Был членом Харьковского научного общества, принадлежал к учёных, группировавшихся вокруг Т. Ф. Осиповского, философа-рационалиста, заслуженного профессора, ректор Императорского Харьковского университета и с материалистических позиций вели борьбу против идеализма. В 1812 году стал магистром философии. 
Разрабатывая вопросы теории познания и логики, обосновывал принципы материалистического сенсуализма. Считал ощущение источником познания. В то же время большое значение в процессе познания придавал мышлению; указывал на невозможность мышления без языка. Отстаивал свободу человеческой воли; условием истинности познания считал «действительное сходство понятий с их предметами», однако придерживался кантианского представления о врожденности наиболее общих понятий; стремился объяснить познание с точки зрения физиологии.
Пропагандировал патриотические идеи любви к отчизне, к её культуре.
Автор трудов «О выгодах, которые имеет человек от языка» (1812), «Краткое руководство к опытному душесловию, сочиненное Петром Любовским, Императорского Харьковского Университета философии магистром и учителем в Слободско-Украинской гимназии» (1815), «Краткое руководство по опытному душесловию» (1815), «О достоинствах человека, происходящих от дарования слова // Речи, говоренные в гимназиях и уездных училищах округа Харьковского университета» (Харьков, 1812); «Опыт логики» (Харьков, 1812).
В сочинении «Краткое руководство к опытному душесловию» (1815) — первой русской учебной книге по психологии, полемизируя с материализмом, П. Любовский отвергал идею детерминированности человеческой воли.